# San Vito al Torre
San Vito al Torre (San Vît de Tôr in friulano) è un comune italiano di 1 231 abitanti del Friuli-Venezia Giulia.

## Geografia fisica

### Territorio
Il comune di San Vito al Torre è situato est-sud-est (ESE) di Palmanova in Friuli-Venezia Giulia.
Il territorio, completamente pianeggiante, presenta il tipico paesaggio rurale della Bassa pianura friulana. Il comune di San Vito al Torre comprende al suo interno due frazioni, lungo l'asse nord-sud della strada provinciale 2 (SP 2). Al nord troviamo Nogaredo al Torre (Naiarêt de Tôr in friulano) mentre al sud Crauglio (Crauì in friulano). Il perimetro del territorio viene affiancato anche dal corso del torrente Torre, che fa da confine orientale del territorio comunale, e diventa anche confine di provincia. È un comune cerniera su cui insistono diverse entità territoriali: Bassa friulana, Palmarino e Distretto della Sedia.

## Storia
Il territorio, probabilmente già compreso in un praedium romano dipendente da Aquileia, fu donato nel 981 dall'imperatore Ottone II al patriarca Rodoaldo, e permase nell'ambito del patriarcato di Aquileia fino al trattato di Noyon del 1516, quando passò a Massimiliano d'Austria. Rimase aggregato alla Contea Principesca di Gorizia e Gradisca all'interno dell'Impero d'Austria sino al 1918, quando venne annesso al Regno d'Italia. Solo nel 1923 venne inserito nella provincia di Udine, mentre fa tuttora parte della arcidiocesi di Gorizia.
Il comune di San Vito al Torre venne istituito nel 1889.

### Simboli
Lo stemma e il gonfalone sono stati concessi con decreto del presidente della Repubblica n. 3548 del 6 aprile 1987.
Il gonfalone è un drappo partito di azzurro e di rosso.

## Monumenti e luoghi d'interesse

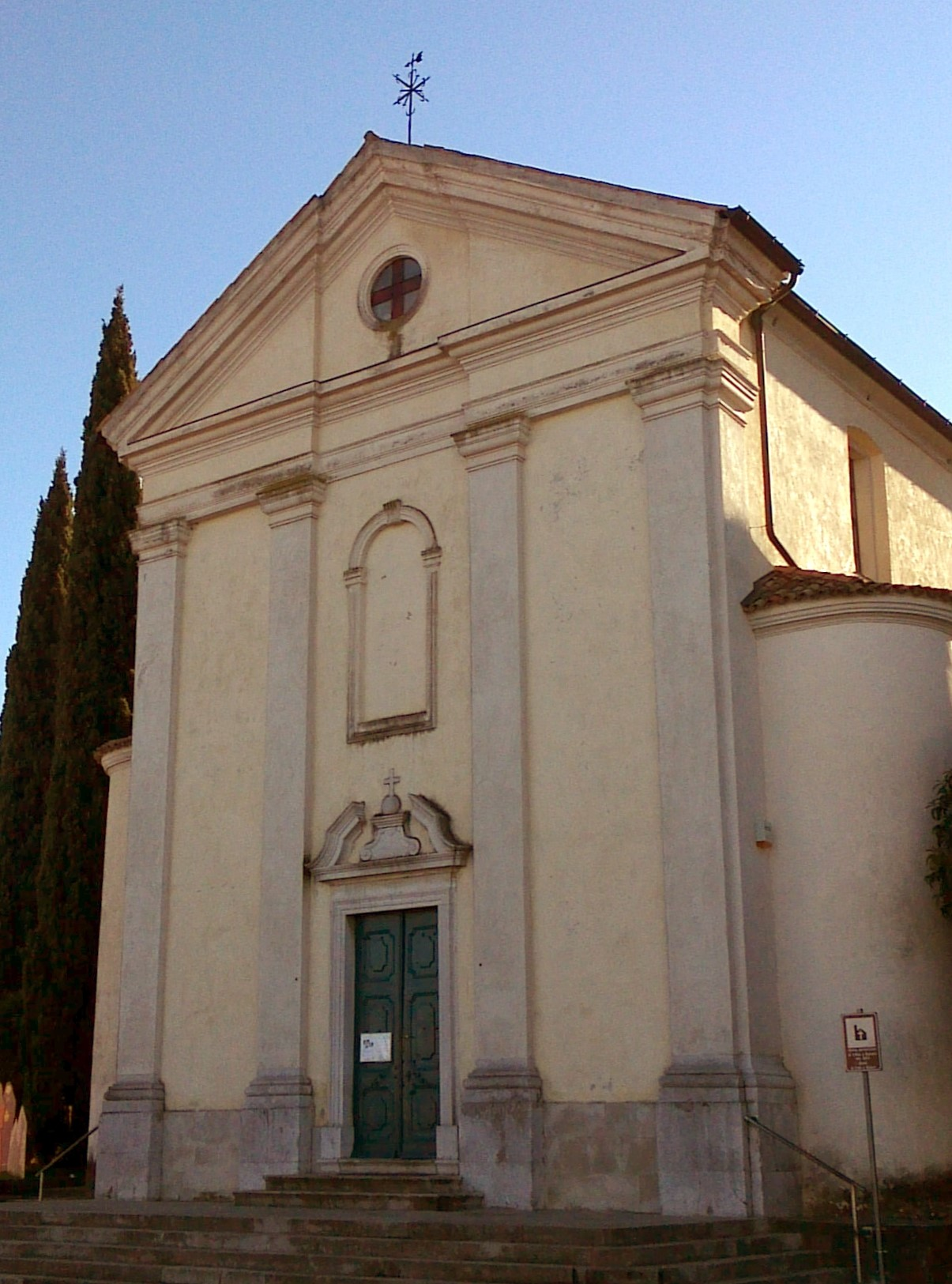
Chiesa dei Santi Vito e Modesto

Il patrimonio architettonico conta su opere di carattere sia religioso che civile. A San Vito al Torre si trova la chiesa parrocchiale dei Santi Vito e Modesto, costruita nel 1778 in senso perpendicolare rispetto alla chiesa precedente, la cui abside è ora adibita a sagrestia e al suo interno si conserva un bel altare maggiore settecentesco di scuola goriziana. Settecentesca è anche la cappella di Sant'Andrea a Nogaredo (Naiarêt in friulano), mentre risale al XV secolo la chiesa di San Canciano Martire a Crauglio (Crauì in friulano).
Tra le ville nobiliari, notevoli la Villa Maniago a Nogaredo, di chiaro stampo veneto e risalente al 1755; e Villa Steffaneo a Crauglio, del 1640, assai vasta e ricca di affreschi, per la maggior parte dipinti probabilmente verso il 1770 e di evidente ispirazione veneziana, in particolare per quanto riguarda le vedute architettoniche. Nel 2014 questa residenza storica ha subito gravi danni a causa di un incendio.

## Società

### Evoluzione demografica
Abitanti censiti

### Lingue e dialetti
A San Vito al Torre, accanto alla lingua italiana, la popolazione utilizza la lingua friulana. Ai sensi della deliberazione n. 2680 del 3 agosto 2001 della Giunta della Regione autonoma Friuli-Venezia Giulia, il comune è inserito nell'ambito territoriale di tutela della lingua friulana ai fini della applicazione della legge 482/99, della legge regionale 15/96 e della legge regionale 29/2007.
La lingua friulana che si parla a San Vito al Torre rientra fra le varianti appartenenti al friulano centro-orientale.
 C'è una divergenza tra le varianti impiegate nelle tre frazioni: a San Vito e a Nogaredo la terminazione dei nomi femminili è in -e (tipica del friulano centrale), mentre nella frazione di Crauglio questa è in -a (tipica del friulano goriziano).

## Eventi
- A San Vito al Torre, nel mese di giugno, dopo il patrono san Vito, (dal venerdì al lunedì), viene organizzata la tradizionale sagra paesana denominata "Seris di Fieste" con Bicilonga la domenica mattina. Fino al 2015 veniva organizzata nell'ultimo week end di luglio.
- Nel mese di maggio viene organizzato un torneo di calcio giovanile intitolato a Fabio Zuccheri, giovane calciatore nato e cresciuto a San Vito e morto a soli 20 anni (2015) durante un allenamento di calcio a Sevegliano.
- Nel mese di luglio, a cura del locale Gruppo Alpini, viene organizzato un Torneo di calcio a 7.
- A Crauglio, durante i fine settimana del mese di luglio, si svolge il "Palio dei Borghi", durante il quale le borgate paesane (Borc, Banda Dael, Plassa e Rupis) competono in gare sportive e giochi di abilità (calcio, pallavolo, giochi da tavolo e carte).
- Sempre a Crauglio la prima domenica di agosto viene organizzata la Marcialonga non competitiva "Un zîr pai Gjai".
- A Nogaredo al Torre, fino ai primi anni novanta, veniva organizzata un'importante sagra dedicata all'asparago di Nogaredo che è stata sospesa.

## Amministrazione
| Periodo | Periodo   | Primo cittadino         | Partito      | Carica                    | Note |
| ------- | --------- | ----------------------- | ------------ | ------------------------- | ---- |
| 1985    | 1995      | Mario Marcon            | DC           | sindaco                   |      |
| 1995    | 1999      | Laurino Giovanni Nardin | lista civica | sindaco                   |      |
| 1999    | 2014      | Fabrizio de Marco       | lista civica | sindaco                   |      |
| 2014    | 2019      | Gabriele Zanin          | lista civica | sindaco                   |      |
| 2019    | 2023      | Doretta Cettolo         | lista civica | sindaco                   |      |
| 2023    | 2024      | Silvia Zossi            |              | commissario straordinario |      |
| 2024    | in carica | Gabriele Zanin          | lista civica | sindaco                   |      |